# Kiamichi Country

Localisation du Kiamichi Country; selon l'Oklahoma Department of Tourism and Recreation

Le Sud-Est de l'Oklahoma (Southeastern Oklahoma) correspond à une région touristique appelée Kiamichi Country. Ce nom est utilisé par l'Oklahoma Department of Tourism and Recreation pour désigner l'une des six destinations touristiques de cet État américain, qui comprend la Kiamichi River et les Kiamichi Mountains. La région fut peuplée par des colons venus du Sud des États-Unis en quête de terres bon marché après la guerre de Sécession. C'est pourquoi elle a été également appelée « Little Dixie ». Faiblement peuplé, le Kiamichi Country est une région montagneuse qui propose de nombreuses activités de plein air aux touristes (sports aquatiques, VTT, randonnées, chasse, pêche, etc.).

## Histoire
Avant 1803, la région faisait partie de la Louisiane française. Après la vente de cette immense territoire aux États-Unis, elle fut intégrée au Territoire de l'Arkansas. Le 1er avril 1820, l'Arkansas créa le comté de Miller qui correspondait à l'actuel Kiamichi Country. Un bureau de poste fut ouvert dans la Miller Courthouse le 7 septembre 1824. Par un traité signé le 20 janvier 1825, les terres situées à l'ouest furent attribuées aux Indiens Choctaws. Le traité de Dancing Rabbit Creek signé en 1830 marqua le début de leur déportation connue sous le nom de Piste des Larmes. Plusieurs milliers de Choctaws s'installèrent dans la région et commencèrent à s'organiser : ils établirent leur chef-lieu à Nanih Waiya, près de Tuskahoma et adoptèrent une Constitution. Ils soutinrent activement le camp des Confédérés pendant la Guerre de Sécession et furent autorisés à rester dans l'Est du Territoire indien. Mais en 1898, ils durent céder aux pressions de Washington qui les obligea à ouvrir leurs terres à la colonisation blanche. La région fut peuplée par des colons venus du Sud des États-Unis en quête de terres bon marché.

## Géographie

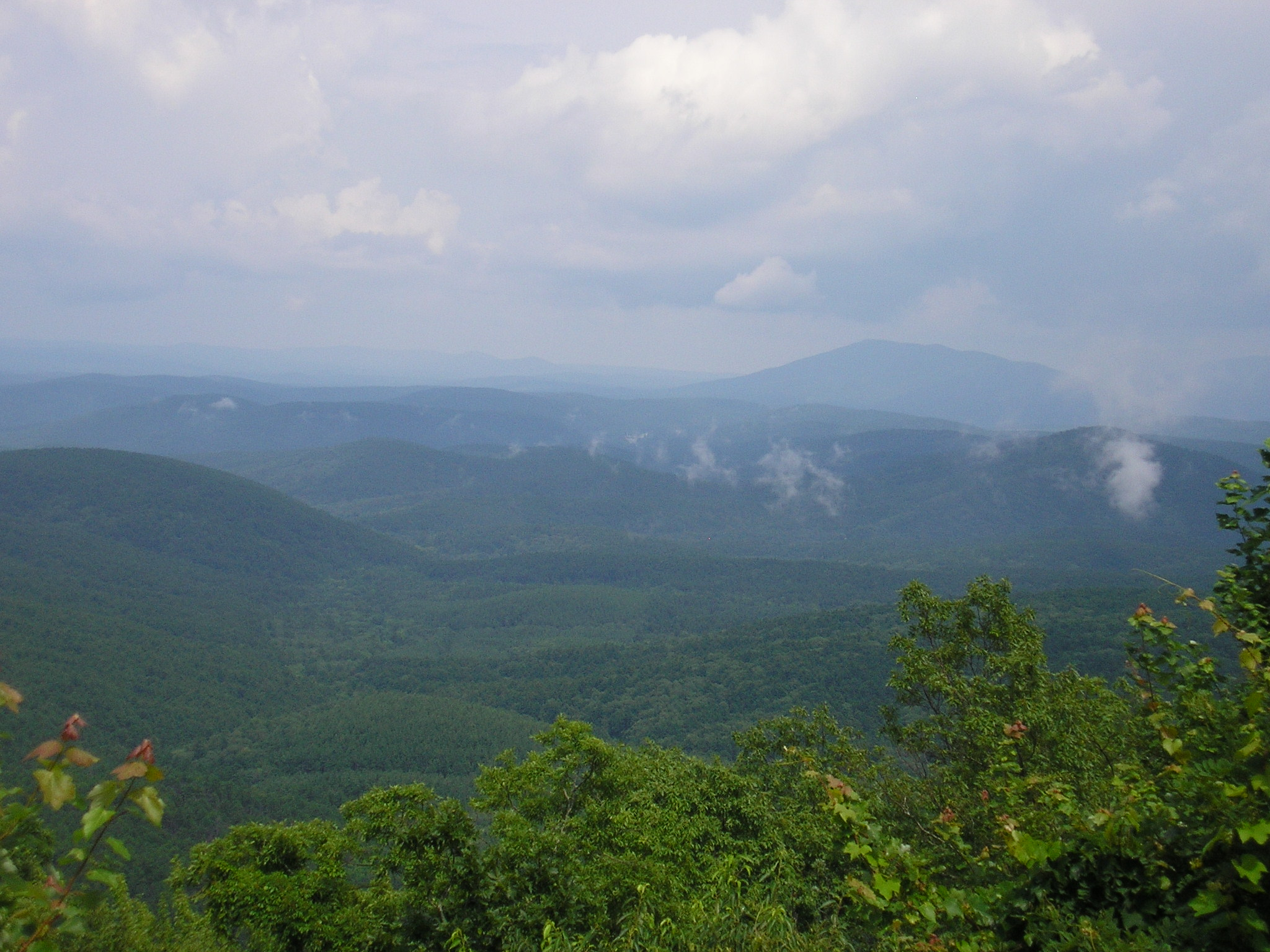
Les Ouachita Mountains dans le Sud-Est de l'Oklahoma

Le Sud-Est de l'Oklahoma est la partie la plus montagneuse et la plus boisée de l'État. Les principaux massifs sont les montagnes Ouachita et les montagnes Arbuckle. La forêt nationale de Ouachita est la seule de statut en Oklahoma. Cavanal Hill est considérée par le département du Tourisme et des Loisirs comme la plus haute colline du monde (609 mètres d'altitude). Le lac Eufaula (41 278 hectares) et le lac Texoma (36 017 hectares) sont les plus Grands Lacs artificiels de l'État. Les autres lacs sont : Robert S. Kerr Reservoir, Sardis Lake, Hugo Lake, McGee Creek Reservoir, Pine Creek Lake, Broken Bow Lake, Lake Wister, Lake Atoka Reservoir.
Le Kiamichi Country s'étend sur 13 comtés : Atoka, Bryan, Choctaw, Coal, Haskell, Hughes, Johnston, Latimer, Le Flore, Marshall, McCurtain, Pittsburg, Pushmataha.

## Population
Selon le recensement de 2000, la région comptait 305 395 habitants. Les Blancs représentent 76 % du total, les Amérindiens 17 % et les Afro-Américains près de 4 %.

## Villes
McAlester est le principal centre urbain du Kiachimi Country. Durant est la deuxième ville et elle connaît une importante croissance démographique.
Les autres villes importantes sont Atoka, Poteau, Hugo, Idabel, Broken Bow, Talihina, Clayton, Antlers, Coalgate et Wilburton.